# Ralph King-Milbanke, 2. Earl of Lovelace

Wappen des Earls of Lovelace

Ralph Gordon Noel King-Milbanke, 2. Earl of Lovelace, 13. Baron Wentworth (Geburtsname: Ralph Gordon Noel King; * 2. Juli 1839; † 28. August 1906), war ein britischer Peer und Politiker.

## Leben
Er war das dritte Kind und der jüngere Sohn von William King, 1. Earl of Lovelace und dessen erster Ehefrau Ada Augusta Byron, der einzigen Tochter des Dichters George Gordon Byron, 6. Baron Byron, und dessen Ehefrau Anne Isabella Noel-Byron, 11. Baroness Wentworth. Durch eine königliche Lizenz änderten er sowie seine Eltern und Geschwister 1860 ihren Familiennamen von „King“ zu „King-Noel“. Durch eine weitere königliche Lizenz vom 6. November 1861 erfolgte schließlich die Änderung seines Familiennamens zu „King-Milbanke“.
Beim Tod seines älteren Bruders Byron King-Noel, Viscount Ockham am 1. September 1862 erbte er von diesem den Titel als 13. Baron Wentworth sowie de jure auch den Anspruch auf den Titel Baron le Despencer. Dadurch wurde er Mitglied des House of Lords, dem er bis zu seinem Tod am 28. August 1906 angehörte.
Beim Tod seines Vaters am 29. Dezember 1893 erbte er zudem von diesem den Titel als 2. Earl of Lovelace sowie die nachgeordneten Titel als 2. Viscount Ockham und 9. Baron King.
King-Milbanke war zwei Mal verheiratet. In erster Ehe heiratete er am 25. August 1869 in St George’s, Hanover Square Fannie Heriot (1852–1878), Tochter von Reverend George Heriot. Aus dieser Ehe stammte sein einziges Kind, seine Tochter Ada Mary King. Seine zweite Ehe ging er am 30. Dezember 1880 mit Mary Caroline Stuart-Wortley († 1941), Tochter von James Stuart-Wortley, ein. Diese Ehe blieb jedoch kinderlos.
Da er ohne männlichen Nachkommen verstarb, erbte sein Halbbruder Lionel Fortescue King, den Titel als 3. Earl of Lovelace sowie die damit verbundenen Titel, während seine Tochter Ada King-Milbanke den Titel als 14. Baroness Wentworth erbte, da dieser als Barony by writ auch in weiblicher Linie vererbbar war.